# André Couder
Pour les articles homonymes, voir Couder.
André Couder, né le 27 novembre 1897 à Alençon et mort le 16 janvier 1979 à Suresnes, est un ingénieur-opticien et astronome français.

## Biographie
Issu de l’Institut de chimie de Paris, André Couder est employé à l’observatoire astronomique de Strasbourg sous la direction d'Ernest Esclangon, avant de rejoindre, à l'initiative d’André Danjon, le laboratoire optique de l’observatoire de Paris en 1925 dont il devient le directeur et où il acquiert vite une réputation mondiale. On lui doit désormais, et jusqu’à sa retraite en 1968, la plupart des parties optiques des instruments français, de l’astrolabe de 6 centimètres d’ouverture au télescope de 193 centimètres qui équipe l’observatoire de Haute-Provence. Il a contribué de façon importante à presque chaque aspect du système optique des télescopes. Il a développé des techniques de polissage des surfaces paraboliques après déformation thermique. Il a inventé l’écran à échancrures, l’anastigmat de Couder à 2 miroirs, un développement du télescope de Schwarzschild. Il a également inventé « l’essai nul » et a préconisé des améliorations pour la fabrication des miroirs.
Élu membre de la section d’astronomie de l’Académie des sciences le 14 juin 1954 et de la section des sciences de l’univers en 1976, il en est devenu le président en 1968. Il était également membre de l’Académie royale des sciences, des lettres et des beaux-arts de Belgique, vice-président de l'Union astronomique internationale (1952-1958), président du Bureau des longitudes (1951-1953), président de la Société astronomique de France (1955-1957), lauréat du grand prix scientifique de la ville de Paris (1961).
Il est le père d'Yves Couder.
Il est inhumé au cimetière de Bourg-la-Reine où il résidait.

## Hommages
- La « loi de Couder » est la loi fondamentale des supports primaires de miroir.
- Un cratère sur la Lune a été nommé Couder en son honneur.

« Astronome et opticien. Chef du Laboratoire d'optique à l'Observatoire de Paris. Il allie à la fois les qualités d'un astronome observateur et celle d'un technicien habile. A beaucoup d'imagination d'une part, et possède à un haut degré l'esprit de réalisation. C'est le type du chercheur par excellence ». Note d’Ernest Esclangon le concernant.
« La plupart des parties optiques des instruments français construits jusqu’à son départ à la retraite en 1967 sont de sa main. » (réf. : L'Observatoire de Paris)

## Ouvrage
- Avec André Danjon, Lunettes et télescopes : théorie : conditions d’emploi, description, réglage, histoire, Paris, Albert Blanchard, 1990.